# Ehemalige Ursulinenkirche (Innsbruck)

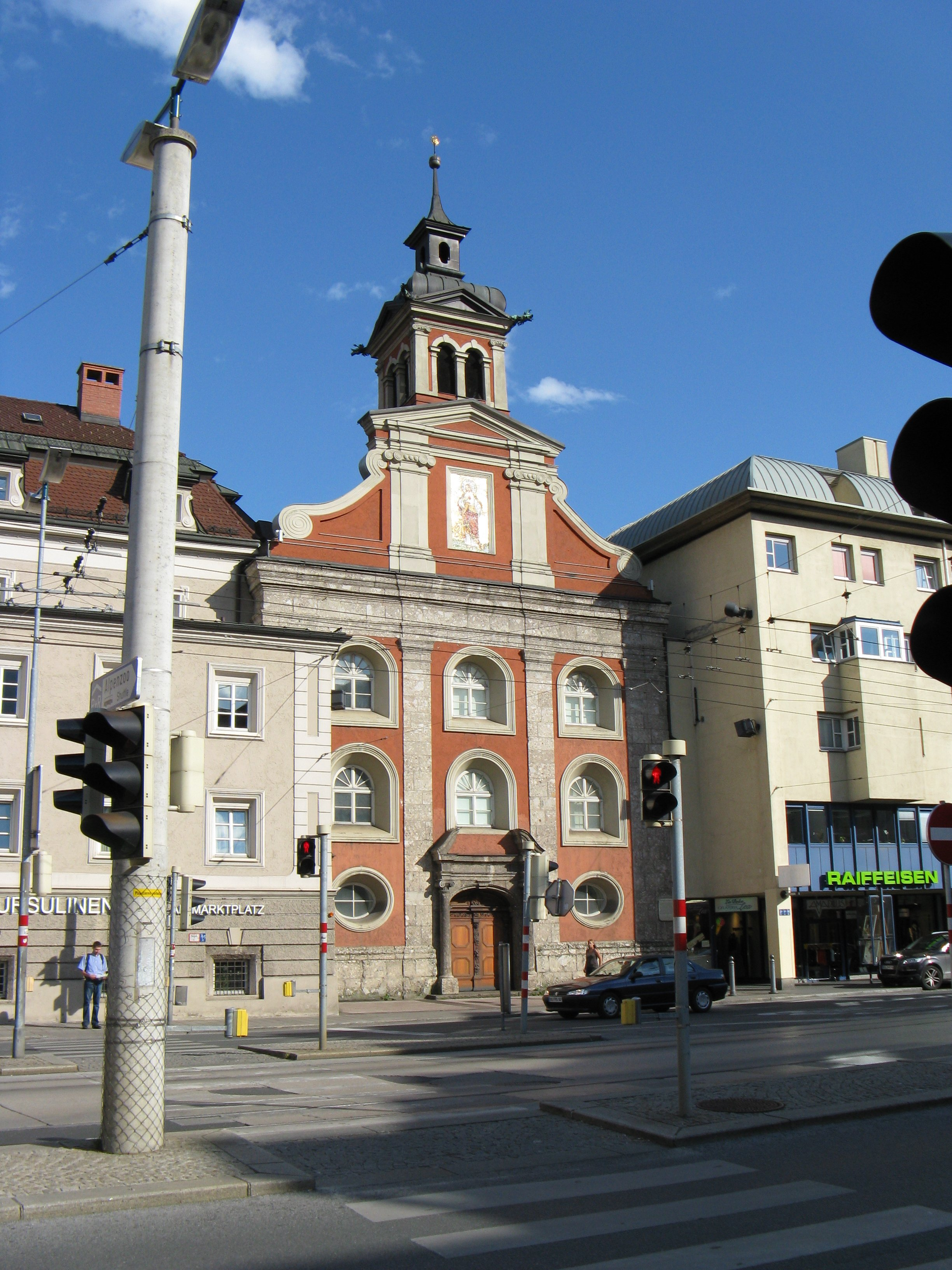
Ehemalige Ursulinenkirche

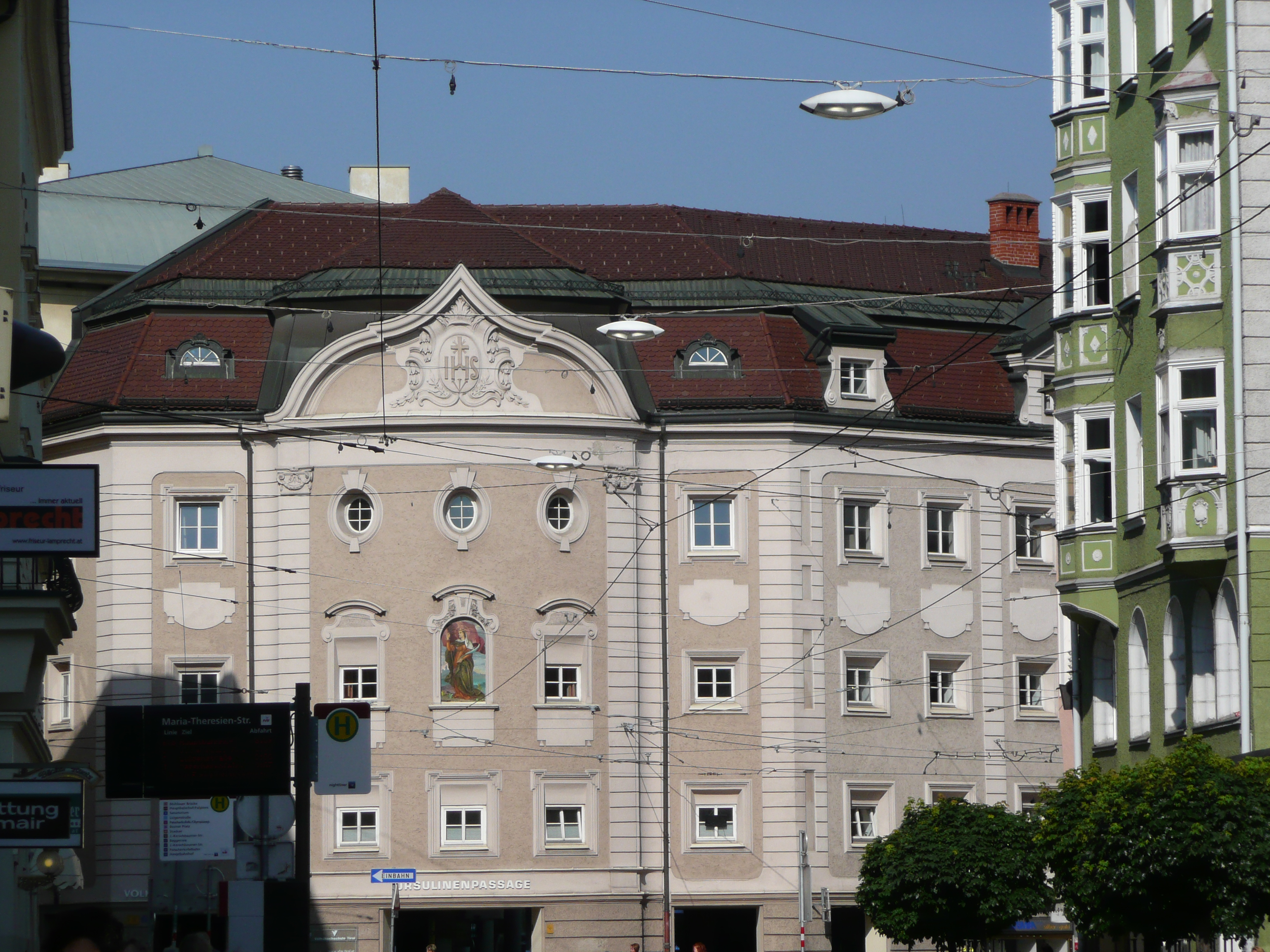
Ehemaliges Klostergebäude am Marktgraben

Die ehemalige Ursulinenkirche ist ein profaniertes Kirchengebäude in Innsbruck, das heute zwei Veranstaltungssäle beherbergt.

## Geschichte
Der Schwesternorden der Ursulinen wurde im Jahr 1691 auf Betreiben des Grafen Hieronymus Bernhard Ferrari d’Occhieppo nach Innsbruck berufen und hat sich hier von Anfang an als erste und lange Zeit einzige Institution dem Mädchenunterricht gewidmet. Von 1700 bis 1705 konnten die Schwestern am Innrain an Stelle der alten Hechtenburg durch Johann Martin Gumpp den Älteren ihren ersten Kloster- und Schulneubau errichten lassen.
Ein Blitzschlag beschädigte 1830 den Turm und Teile der Fassade. In den 1870er Jahren wurde der Klostertrakt erweitert und aufgestockt. Von 1883 bis 1886 wurden die Innenräume und die Fassade durch Albrecht Steiner von Felsburg neu gestaltet. Im Zweiten Weltkrieg wurde die Kirche durch Bombentreffer beschädigt, ab 1947 wurde sie wieder aufgebaut.
1971 ließen die Ursulinen in der Höttinger Au im Westen der Stadt einen Neubau erstellen, die Kirche wurde seitdem nicht mehr genutzt. 1978 wurde sie profaniert und von der Raiffeisen-Landesbank Tirol gekauft. Die barocke Einrichtung wurde an andere Kirchen abgegeben. Der Kirchenraum wurde nach Plänen des Architekten Roman Schweighofer umgestaltet. Durch Einziehen einer Zwischendecke entstanden die Raiffeisensäle, heute Ursulinensäle, zwei Veranstaltungssäle mit Bühnen im ehemaligen Apsisbereich.
Die Gebäude westlich der Kirche wurden abgebrochen und durch einen Neubau ersetzt. Der Klosterbau entlang dem Marktgraben wurde saniert und beherbergt seitdem die städtische Musikschule. Der ehemalige Klosterhof wurde in eine Einkaufspassage umgewandelt, das Stöcklgebäude im Hof wurde abgebrochen.

## Beschreibung
Die barocke Kirche, die Mariä Heimsuchung geweiht war, steht mit der Schaufassade zum Innrain. Die dreigeschoßige Fassade ist von der Straßenflucht etwas zurückgesetzt und durch Kolossalpilaster sowie Portal- und Fensterrahmungen gegliedert. Die zwei Mal drei Fenster entsprechen der ehemaligen zweigeschoßigen Empore im Inneren. Der Glockenturm ist als Fassadenturm in die Giebelarchitektur eingebunden. Seitlich schließt der zweigeschoßige ehemalige Klostertrakt an.
Der Kirchenraum war ursprünglich ein vierjochiger Saalraum mit einem flachen Tonnengewölbe, einem eingezogenen, quadratischen Chor und einer zweigeschoßigen Eingangsempore. Die darunter liegende Vorhalle war durch zwei freistehende Säulen aus rotem Marmor und schmiedeeiserne Gitter von 1711 vom Kirchenraum abgetrennt. Der Innenraum war ursprünglich mit Stuck von Bartolomeo Carlone und Altarbildern von Carlo Carlone (Mariä Heimsuchung, hl. Ursula) und Andrea Pozzo (hl. Josef) versehen. Bei der Umgestaltung 1883 erhielt die Kirche eine nazarenische Ausstattung mit Deckengemälden von Albrecht Steiner von Felsburg und Altarfiguren von Josef Gasser.
Bei der Profanierung 1983 wurde der Innenraum völlig neu gestaltet und die Ausstattung bis auf wenige Stuckreste entfernt. Auf der Höhe der Empore wurde eine Zwischendecke eingezogen, die Kapitelle der Pilaster wurden unterhalb der neuen Geschoßdecke wieder aufgesetzt. Die Erschließung der Säle erfolgt durch das ehemalige Schulgebäude, das diverse Nebenräume beherbergt. Dafür wurden die drei Rundbogennischen zwischen den Pilastern in Türen umgewandelt. Der ehemalige Haupteingang der Kirche dient jetzt als Notausgang.